# Menceyato de Adeje

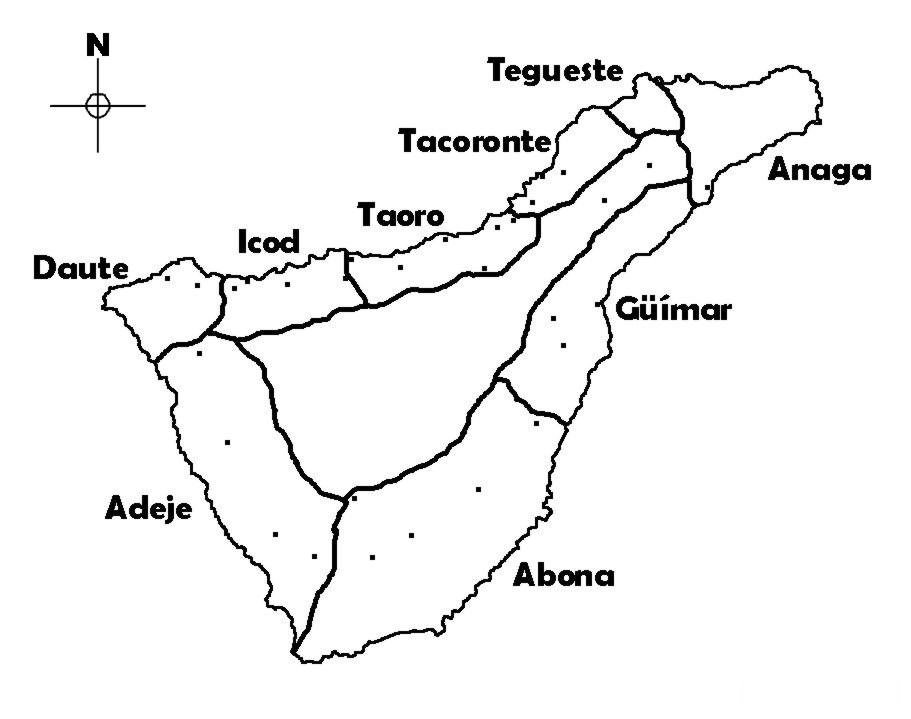
Menceyatos de Tenerife

Menceyato de Adeje foi um dos nove reinos dos Guanches da a ilha de Tenerife nas Ilhas Canárias no momento da conquista da Coroa de Castela no século XV.
Estava localizado ao sudoeste da ilha. Ocupou os municípios de Guía de Isora, Adeje e Santiago del Teide, bem como possivelmente também parte de Arona.
Seus conhecidos menceyes (rei guanches) eram Betzenuriya, Pelinor, Tinerfe e Sunta.